# Plan de Paris de Jean Delagrive (1728)
Le plan de l'abbé Jean Delagrive, créé en 1728, est un plan de Paris qui fixe définitivement le système de représentation géométrale. 

## Description
C'est le premier plan de Paris dressé par relevé trigonométrique des clochers et des principaux points en hauteur. 
Sur les côtés du plan publié, figurent toutefois des dessins des principaux monuments du Paris d’alors, tout au moins leur façade sans chercher à monter leurs volumes : l’Hôtel de ville de Paris, la galerie du Louvre donnant sur la Seine, les grandes églises (Sorbonne, Invalides, Saint Gervais, Val de Grâce,  cathédrale Notre-Dame) mais aussi l’Hôtel d’Evreux, l’Observatoire de Paris, ainsi que la fontaine des Innocents. Les quartiers et les principales rues y sont nommés. Deux ans plus tard, il complète ce plan en y faisant figurer les fontaines, et en mettant en avant leurs sources d’approvisionnement (eau de source, rivière), ainsi que leur propriété (le roi et la ville),.

## Postérité

Plan de Delagrive (1728).

Pour sa qualité scientifique, ce plan, a servi de document de travail à tous les urbanistes et architectes ayant œuvré sur la place de Paris, jusqu'aux publications d'Edme Verniquet en l'an IV de la Révolution.